# Luciole de Kiev
Culbutant de Kiev
La Luciole de Kiev (en ukrainien : Київський світлий) est une race de pigeon domestique originaire d'Ukraine. C'est une race classée comme pigeon de vol.

## Origine
La race est connue depuis au moins la deuxième moitié du XIXe siècle dans la région de Kiev. Son nom officiel est Luciole de Kiev mais il est parfois nommé Culbutant de Kiev. Son nom de « Luciole » vient des reflets du plumage quand l'oiseau est en vol.

## Description
C'est un pigeon de taille moyenne pouvant atteindre 36 cm. Il a la tête huppée avec des yeux noirs. La poitrine est large mais pas proéminente. Les ailes couvrent le dos. Les pattes sont courtes et moyennement emplumées. Son plumage est bicolore. La tête, le cou, la poitrine et l'avant des plumes des pattes sont blancs. La heurte et la moitié basse du corps sont colorées. Au début des années 1990, les couleurs disponibles étaient peu diversifiées ; la couleur noire étant la plus courante. Au XXIe siècle, le travail de sélection des éleveurs a permis de créer de nouvelles couleurs,.

## Élevage
Classée comme pigeon de vol, la race est élevée pour son vol particulier, plein de « voltiges ». La durée de celui-ci dépend de l'entraînement de l'oiseau. Parmi les oiseaux modernes, une partie des éleveurs se concentrent simplement sur l'apparence pour les concours avicoles, délaissant le vol.

## Diffusion et standard
La race se fait connaître en Europe après la Seconde guerre mondiale. Elle est présente en France en petit nombre. Elle arrive en Allemagne en 1970 mais n'est officiellement reconnue qu'en 1988.
La race est officiellement reconnue en Europe (RUS (D)/0891). Les oiseaux sont bagués avec une bague de 9 mm.

## Philatélie
En 2014, la poste ukrainienne sort une série de quatre timbres avec des pigeons. Le Luciole de Kiev fait partie des oiseaux choisis et illustre un timbre d'une valeur faciale de 2,5 UAH.